# Jardinera (carruaje)
Una jardinera es un carruaje abierto de cuatro ruedas utilizado para el campo. Se monta sobre cuatro muelles de ballesta como el break y tiene el pescante en lo alto, en la parte anterior de la caja, sobre el juego delantero, capacidad para dos personas. Cuenta con caja de balaustres, dos asientos laterales por lo menos para tres personas cada uno, portezuela en el centro de la parte trasera y estribo plegado.
Suele colocarse en él un toldo sobre cuatro montantes de hierro en los ángulos y del toldo penden unas cortinillas suspendidas del rectángulo que forma la armadura de hierro del toldo, que se recogen y sujetan a los montantes o a la armadura por correas con hebillas.
También se conoce como jardinera al vehículo utilizado en los aeropuertos para transportar a los viajeros entre la terminal y el avión. Este vehículo es similar a un autobús, generalmente sin asientos.